# Gestion des actions de santé globale
La "Gestion des actions de santé globale" ou Programme de promotion de la santé dispensé par des pairs, programmes d'autogestion des maladies chroniques dirigés par des pairs (ou "Whole Health Action Management" (WHAM) pour les anglophones) désigne un ensemble d'actions et de stratégies, dirigées par des pairs, soutenant une autogestion des facteurs de santé, en visant la santé globale (modèle holistique cherchant à favoriser d'une part la santé physique, mentale et sociale des individus et d'autre part les systèmes de soutien par des pairs : l'accompagnement par des pairs formés, et la participation à des groupes de soutien par des pairs sont à la base de ce programmes,,.
Cette gestion vise notamment à contrer les taux élevés de problèmes de santé physique chroniques tels que le diabète, les maladies cardiovasculaires et l'obésité chez les personnes ayant des diagnostics de santé comportementale,. Le SAMHSA - HRSA Center for Integrated Health Solutions (CIHS) a aussi développé le programme WHAM pour "encourager la résilience, un bien-être et une  santé comportementale améliorée et plus autogérée chez les personnes atteintes de maladies mentales et de troubles addictifs,.
Le WHAM repose aussi sur un dialogue et une collaboration entre pairs et avec des chercheurs et des professionnels de santé : les pairs encouragent les patients à effectuer des examens médicaux de routine et à se conformer aux recommandations des médecins. Ils discutent fréquemment des comportements bénéfiques pour la santé tels qu'arrêter de boire, de fumer ou de prendre d'autres drogues, pratiquer l'exercice physique, réduire et gérer son stress, adopter une  alimentation plus saine,.
Le WHAM est très similaire à la notin de  "Peer Support Whole Health and Resiliency",.

## Fonctionnement
Les animateurs WHAM reçoivent une formation de 2 jours, puis peuvent former d'autres personnes au WHAM,.
Les participants reçoivent six heures de conseils réparties sur trois semaines au plus, suivies d'une  intégration dans un groupe de soutien axé sur le WHAM (pour 8 semaines, afin de définir, atteindre et maintiennent des objectifs de santé globale.

## Histoire
Le modèle WHAM (Whole Health Action Management) est basé sur un programme pilote dirigé par Larry Fricks (fondateur du Georgia Mental Health Consumer Network et du  Georgia's Peer Specialist Training and Certification). Il a développé le WHAM quand en 2013, la Géorgie a reçu l'approbation fédérale pour facturer à Medicaid des spécialistes du soutien par les pairs afin de fournir un encadrement en matière de santé (éducation à l'autogestion de la maladie), en complément d'un ancien programme d'autogestion des maladies chroniques basé sur l'aide des pairs, dit HARP (pour Health and Recovery Peer),.

### Aux États-Unis
Fricks et ses collègues ont formé de nombreux accompagnateur de pairs aux États-Unis sur ce modèle WHAM, basé sur la santé comportementale. Puis, de 2012 à 2016, plus de 3 000 personnes ont été formées à ce modèle. Et l'État et le gouvernement fédéral, via le Medicaid ont accepté de financer de plus en plus les services fournis par ce type de pairs. La méthode a été facilement adoptée dans ce pays où elle est peut évoquer le soutien par les pairs depuis longtemps utilisée par les groupes d'« Alcooliques anonymes » (Alcoholics Anonymous).
En 2018, le ministère chargé des anciens combattant a testé l'approche WHAM dans 18 de ses centres de soins, en se concentrant « sur les anciens combattants souffrant de douleur chronique, de besoins en santé mentale et de handicaps », avec des résultats positifs, notamment pour la gestion de la douleur des anciens combattants et de l'addiction aux opioïdes, avec un taux satisfaction élevé des patients. Le WHAM était alors déjà pratiqué dans 32 États (via les programmes de rémunération à l'acte pour les bénéficiaires nécessiteux de Medicaid âgés de 21 ans et plus). De 2012 à 2020, dans au moins 30 États, plus de 3 000 personnes ont reçu une formation au WHAM, via des centres communautaires de santé comportementale, des centres de santé qualifiés au niveau fédéral, des maisons de santé, des établissements correctionnels et des programmes du ministère américain des Anciens Combattants,.
En 2014, des ressources ont été traduite en espagnol pour mettre en œuvre le WHAM dans la communauté latino,,.
Les services de santé presbytériens du Nouveau-Mexique ont formé plus de 600 de leur personnel au WHAM.
Début 2023, après des années de recul de l'espérance de vie aux États-Unis, et alors que le pays peine à retrouver les niveaux de santé d'autres pays riches, les Académies nationales des sciences, d'ingénierie et de médecine déplorent que « les soins médicaux aux États-Unis se concentrent actuellement sur le traitement des maladies et utilisent des modèles de paiement à l'acte et ne sont pas conçus pour favoriser le bien-être global ni prévenir les maladies ». Pour sortir de cette impasse, elles recommandent au département américain des anciens combattants et au ministère américain de la Santé et des Services sociaux de collaborer pour créer un Centre national pour l'innovation de la santé globale, ayant pour mission de soutenir les actions de santé globale, de le mettre à l'échelle du pays et de le intégrer dans le système de santé national.
« Les avantages sociaux comprennent l'amélioration de l'expérience des patients et les résultats déclarés par les patients, l'accès accru aux soins, la réduction de l'utilisation des salles d'urgence et les hospitalisations, les mesures de qualité clinique améliorées, etc. »

## Contenu
Les animateurs WHAM sont formés à la promotion des facteurs de santé basés sur une « perspective de santé globale » et aux États-Unis, ils sont liés à une liste de diffusion nationale favorisant le soutien continu par les pairs, le partage de conseils, outils et autres ressources pour une santé intégrée.
En juin 2012, les Centers for Medicare and Medicaid Services ont approuvé la Géorgie comme le premier État à financer le WHAM via Medicaid avec des pairs spécialistes certifiés de l'État. Dans le cadre de cette conception de Medicaid, les spécialistes pairs en Géorgie peuvent choisir de recevoir une formation spécialisée pour fournir WHAM dans le cadre de leurs services de rétablissement. Depuis sa mise en œuvre, environ 400 pairs spécialistes de Géorgie ont ajouté la certification WHAM à leurs références professionnelles.
Ces compétences ciblent les facteurs de santé suivants :
- gestion du stress
- Alimentation saine
- Activité physique
- Sommeil réparateur
- Service aux autres
- Réseau de soutien
- Optimisme basé sur des attentes positives
- Compétences cognitives pour éviter les pensées négatives
- Sie spirituelles
- Sens et but pour la vie[20]

Les pairs spécialisés sont formés pour aider les participants à :
- mieux gérer, réduire ou éviter le stress
- améliorer se compétences cognitives pour éviter les pensées négatives
- Identifier les forces et  soutiens dans 10 facteurs scientifiques de santé globale et de résilience
- Connaître les examens de santé complets de base, et s'y préparer
- Participer au soutien par les pairs pour créer avec les autres de nouveaux comportements de santé
- Rédiger un objectif de santé global concis et réalisable, et des plans d'action hebdomadaires dans le cadre d'un processus de planification centré sur la personne
- Utiliser des compétences et des outils de prise de décision partagés pour dialoguer avec les médecins[21],[2].

## Évaluation, résultats, efficacité
Selon Judith A. Cook et al. (2020), un nombre croissant d'étude tendent à confirmer l'efficacité de cette approche,,,,,.
Une étude longitudinale (2020) ayant porté sur les participants d'un programme communautaire de santé mentale en Géorgie et en Illinois souffrant de maladies mentales graves et de troubles de la santé, a conclu que par rapport aux participants témoins, les participants WHAM ont significativement amélioré leur état de santé général auto-évalué, leur espoir général et de leur emploi rémunéré. 97 % des participants se disaient très ou assez satisfaits, et près des deux tiers (63 %) considérait être en meilleure santé qu'avant de rejoindre le programme.
Les études sur la santé globale sont de plus en plus nombreuses, avec « plus de 2800 publications rien qu'en 2020 » et depuis 2010, ce sont 24 811 articles scientifiques qui ont paru sur ce thème, mais souvent avec un manque de données précises en termes d'effets sur la santé globale.